# 謝夫人
謝夫人（しゃふじん、生没年不詳）は、中国後漢末期の人物。揚州会稽郡山陰県の出身。父は謝煚。弟は謝承。孫権の最初の正室。通称を謝妃という（『太平要覧』）。孫覇の母である謝姫とは別人。

## 生涯
父の謝煚は後漢の官僚、尚書令・徐県県令を歴任した。
孫権の母の呉夫人が孫権のためにと思い、彼女を迎えて妃（正室）とした。孫権から寵愛を受けたが、後に孫権は功臣の徐琨の娘で孫堅の妹の孫娘にあたる徐夫人を妻として迎え入れ、謝夫人に対し徐夫人を目上の者として敬うよう望んだ。謝夫人はそれを受け入れず、失意のうちに早世した。
弟の謝承は謝夫人が死去して十数年後、呉の五官郎中に任命じられ、やがて長沙東部都尉・武陵太守に昇進した。